# Бадран, Мудар
Мудар Мухаммад Айеш Бадран (араб. مضر بدران‎; 19 января 1934, Эмират Трансиордания — 22 апреля 2023) — премьер-министр Иордании с 13 июля 1976 по 19 декабря 1979 года, с 28 августа 1980 по 10 января 1984 года и с 4 декабря 1989 по 19 июня 1991 года.

## Биография
В 1957 году окончил Университет Дамаска с дипломами по юриспруденции и финансовой экономике. После этого работал канцлером военного суда иорданской армии.
- 1957: Юрисконсульт в Управлении общей разведки Иордании.
- 1962: Генеральный прокурор казначейства Вооружённых Сил.
- 1965: помощник директора Управления общей разведки.
- 1968: Директор Управления общей разведки Иордании. В этой должности участвовал в событиях «Чёрного сентября».
- 1970: Уволен с военной службы в звании генерал-майора и возглавил Королевский Суд.
- 1971—1973: советник короля по вопросам национальной безопасности.
- 1972—1973: Глава Исполнительного управления по оккупированным территориям.
- 1973—1974: министр образования.
- 1974—1976: начальник королевской канцелярии.
- 1976—1979: премьер-министр, министр иностранных дел, министр обороны.
- С апреля 1978 сенатор.
- 1980—1984: премьер-министр и министр обороны. В феврале 1981 в Аммане пережил покушение.
- 1986—1988: председатель постоянной законодательной комиссии сената Национального собрания.
- 1989: начальник королевской канцелярии.
- 1989—1991: премьер-министр и министр обороны.

В 1991 году выступил против начала секретных переговоров с Израилем, после чего был отставлен с поста премьер-министра.
Член Сената Иордании с 1993 года, тогда же возглавлял сталелитейную компанию Jordan Steel P.L.C..
Симпатизирует экстремистским мусульманским группировкам, в том числе движению «Братья-мусульмане».

## Личная жизнь
Бадран жил в Абдуне со своей женой Моминой. У них было два сына и три дочери. Его младший брат Аднан Бадран был премьер-министром страны в 2005 году, дочка Рим была членом парламента.
Уйдя из политической жизни, Бадран перешёл в частный сектор, где в 1993 году основал сталелитейную компанию Jordan Steel P.L.C. Она стала ведущим производителем стали в стране.
Умер 22 апреля 2023 года в возрасте 89 лет.